# Asterocladales
Ordre
Les Asterocladales sont un ordre d'algues brunes de la classe des Phaeophyceae.

## Liste des familles
Selon AlgaeBase (16 août 2017) et World Register of Marine Species (16 août 2017) :
- famille des Asterocladaceae T.Silberfeld, M.-F.Racault, R.L.Fletcher, A.F.Peters, F.Rousseau & B.de Reviers